# Estación Elvira
Elvira es una estación ferroviaria ubicada en la localidad del mismo nombre, en el partido de Lobos, provincia de Buenos Aires, Argentina.
Pertenece al Ferrocarril General Roca de la Red ferroviaria argentina, en el ramal que une la estación Empalme Lobos y Carhué. El ramal Empalme Lobos a 25 de Mayo fue habilitado con fecha 18 de enero de 1898. La ubicación de la segunda estación a partir de Empalme Lobos, en el kilómetro 137.528 ya había sido aprobada en 1896, resolviéndose denominarla Elvira en honor a la propietaria de los campos del lugar en que se construyó la misma: María Elvira Carboni de Díaz Romero. La población creció alrededor de la estación formándose así un caserío en ambos frentes del cuadro ferroviario, aunque recién en 1949 se realizó el trazado urbano.

## Servicios
No presta servicios de pasajeros desde el 30 de junio de 2016 debido a la suspensión de todos los servicios de la empresa Ferrobaires.
Se está proyectando la restitución de un servicio local con una formación de la empresa TecnoTren para una futura llegada a la localidad de 25 de Mayo.
El nuevo recorrido sería desde la Estación Empalme Lobos hasta la Estación 25 de Mayo haciendo parada en Antonio Carboni, Elvira, Ernestina, Pedernales, Norberto de la Riestra y Martín Berraondo.
La empresa Trenes Argentinos Cargas se hizo cargo de la traza ferroviaria hasta Bolívar retirándole el uso de vía a Ferroexpreso Pampeano S.A. y Ferrosur Roca.
Actualmente la estación presta servicio para la Policía Rural de la localidad.

## Ubicación
Está ubicada en la localidad de Elvira, a la vera de la ruta provincial 40, a 32km del tramo de la ruta provincial 41 que une las localidades de Navarro y Lobos y a 20km del tramo de la ruta provincial 30 que une Roque Pérez con Chivilcoy.